# World Games 2025/Aerobic
Bei den World Games 2025 in Chengdu wurden vom 15. bis 16. August 4 Wettbewerbe im Aerobic ausgetragen. Austragungsort war das Dong’an Lake Sports Park Arena.

## Bilanz

### Medaillenspiegel
| Platz  | Land          | Gold | Silber | Bronze | Gesamt |
| ------ | ------------- | ---- | ------ | ------ | ------ |
| 1      | China         | 2    | –      | 1      | 3      |
| 2      | Japan         | 1    | –      | –      | 1      |
| 2      | Ungarn        | 1    | –      | –      | 1      |
| 4      | Italien       | –    | 2      | –      | 2      |
| 5      | Aserbaidschan | –    | 1      | –      | 1      |
| 5      | Südkorea      | –    | 1      | –      | 1      |
| 7      | Bulgarien     | –    | –      | 1      | 1      |
| 7      | Rumänien      | –    | –      | 1      | 1      |
| 7      | Ukraine       | –    | –      | 1      | 1      |
| Gesamt | Gesamt        | 4    | 4      | 4      | 12     |

### Medaillengewinner
| Disziplin | Gold | Silber | Bronze                                                                                          |
| --------- | --- | --- | ----------------------------------------------------------------------------------------------- |
| Paare     | Riri Kitazume / Mizuki Saito (JPN)                                                                                           | Vladimir Dolmatov / Madina Mustafayeva (AZE)                                                                         | Anastassija Kuraschwili / Stanislaw Halajda (UKR)                                               |
| Gruppe    | ChinaFan Siwei Feng Lei Liang Wenjie Teng Hao Xu Tong                                                                        | ItalienMarcello Patteri Davide Nacci Francesco Sebastio Matteo Falera Sara Cutini                                    | RumänienLeonard Manta Daniel Tavoc Darius Branda Vlăduț Popa Claudia Ristea                     |
| Tanz      | UngarnAntónia Kőnig Zoltán Lőcsei Fruzsina Fejér Anna Makranszki Vanessza Ruzicska Tünde Himmel Kamilla Goda András Mikulecz | SüdkoreaLee Jun-kyu Koh Eun-byeol Kim Min-hyeok Kim Eung-soo Kim Hyeo-gjin Jung Sung-bo Park Hye-won Jeong Sung-chan | ChinaLiang Weijun He Yushu Chen Hongji Tuo Shuyi Huang Chengkai Teng Hao Zhang Qingzhou Xu Tong |
| Trio      | ChinaFan Siwei Zhang Qingzhou Wang Zhenhao                                                                                   | ItalienDavide Nacci Francesco Sebastio Sara Cutini                                                                   | BulgarienHristo Manolow Antonio Papasow Borislawa Iwanowa                                       |